# Constituția Federației Ruse
Actuala constituție a Federației Ruse (în limba rusă: Конституция Российской Федерации) a fost adoptată prin referendum național pe 12 decembrie 1993, înlocuind-o pe cea care data din perioada sovietică (Constituția RSFS Ruse din 12 aprilie 1978). Această lege fundamentală a fost aprobată prin vot popular după soluționarea prin forță a crizei constituționale din 1993. Constituția este împărțită în două secțiuni: 
SECȚIUNEA I
1. Fundamentele sistemului constituțional;
2. Drepturile și libertățile omului și cetățeanului;
3. Federația Rusă;
4. Președintele Federației Ruse;
5. Adunarea Federală a Rusiei;
6. Guvernul Federației Ruse; .
7. Puterea judecătorească;
8. Autoguvernarea locală;
9. Amendamente și revizii ale constituției.

 SECȚIUNEA a II-a
1. Concluzii și dispoziții tranzitorii.